# Saint-Paul-lès-Dax

Saint-Paul-lès-Dax este o comună în departamentul Landes din sud-vestul Franței. În 2009 avea o populație de 12.343 de locuitori.

## Evoluția populației
| An        | 1975  | 1982  | 1990  | 1999   | 2006   | 2009   |
| --------- | ----- | ----- | ----- | ------ | ------ | ------ |
| Populație | 8.220 | 9.028 | 9.452 | 10.226 | 11.830 | 12.343 |